# Громадянин (фільм, 2014)
Громадянин (інший варіант назви: Обиватель) — польський художній фільм режисера Єжи Штура. Побачив світ 7 листопада 2014 року.

## У ролях
- Єжи Штур — Ян Братек
- Мацей Штур — Ян Братек в молодості
- Соня Богосевіч — Рената Братек, дружина Яна
- Магдалена Бочарська — мати Яни в молодості
- Януш Гайос — камео
- Барбара Горавянка — мати Яна
- Цезарій Косіньський — батько Яна
- Віолетта Арлак — Казя
- Яцек Круль — людина, яку обдурило туристичне агентство

## Сюжет
Внаслідок нещасного випадку польський обиватель Ян Братек потрапляє в лікарню. Тут він згадує епізоди свого життя. Більшість цих епізодів йдуть у зворотному хронологічному порядку. Ян згадує злети та падіння за часів сталінізму, солідарності, воєнного стану, переломних моментів і демократії. Знову і знову він розуміє, що його товариші не такі, якими здаються, а сам він в цих епізодах часто виявляється невдахою.

## Нагороди
39 кінофестиваль в Гдині :
- Золотий кенгуру — нагорода австралійських кінопрокатників — Єжи Штур
- Спеціальний приз журі — Єжи Штур та Петро Дзенціол
- номінація — участь в основному конкурсі — Єжи Штур